# SK Rapid Wien
Az SK Rapid Wien az egyik legismertebb és legeredményesebb osztrák labdarúgócsapat. Székhelye Bécsben található. A klubot 1898 szeptemberében hozták létre, hivatalosan 1899. január 8-án alapították.

## Története
A klub 1898-ban alakult Erster Wiener Arbeiter-Fußball-Club (Első Bécsi Munkás Football Club) néven. A csapat eredeti színei a vörös és kék voltak, amelyet napjainkban is gyakran használnak idegenbeli mérkőzéseken. 1899. január 8-án a klubot átnevezték Sportklub Rapid Wien-re. 1904-ben lett a csapat színe a zöld és a fehér.
Az első alkalommal kiírt 1911-12-es osztrák bajnokságot egy pont előnnyel nyerték meg, majd a következő idényben megvédték címüket.

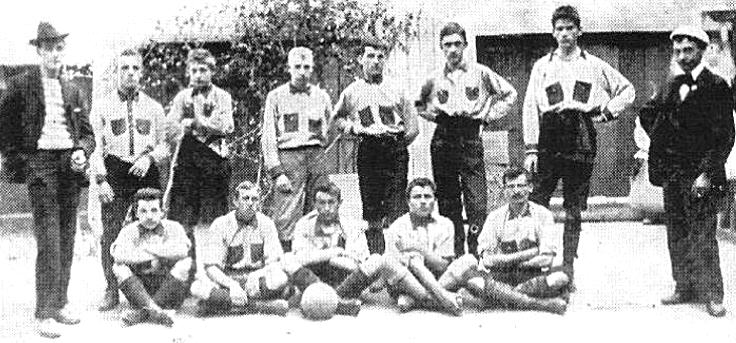
Az Erster Arbeiter FC 1898-ban

### A két világháború alatt
A két világháború ideje alatt a Rapid lett Ausztria domináns csapata, egy olyan korszakban amikor az ország labdarúgása meghatározó volt a kontinensen. 1919-től 1921-ig sorozatban három bajnoki címet ünnepelhettek.
1938-ban, az Anschluss után az osztrák klubok is a német bajnokságban, kupában versenyeztek, és ebben az időben is a Rapid volt a legeredményesebb csapat.
1938-ban az FSV Frankfurt 3-1-es legyőzésével elhódították a Tschammerpokalt, a mai kupa elődjét, 1941-ben legyőzték a kor legjobbjának számító Schalke 04 csapatát 4-3-ra, úgy, hogy a gelsenkircheniek már 3-0-s előnyben voltak.

### AII. világháborúután
Miután megnyerték az 1954-55-ös bajnoki kiírást, a Rapid volt az első osztrák klub amely részt vehetett az akkor alakuló Bajnokcsapatok Európa-kupája küzdelmeiben. Az első fordulóban a PSV Eindhovenen jutottak túl, hazai pályán 6-1-es győzelmet aratva, többek közt Alfred Körner mesterhármasának köszönhetően. A negyeddöntőben az olasz AC Milan ellen a hazai 1-1 után idegenben 7-2-es vereség, és kiesés következett.
A Rapid legjobb teljesítményét az 1960-61-es szezonban nyújtotta a BEK-ben, amikor egészen az elődöntőig menetelt, ott a későbbi győztes Benfica állította meg. Érdekesség, hogy egy körrel korábban, a német Erzgebirge Aue ellen harmadik összecsapásra, újrajátszásra kényszerültek az első két mérkőzés döntetlenje miatt, míg a mai szabályok szerint idegenben lőtt góllal a németek jutottak volna tovább.
1984-ben egy vitatott helyzetbe került a Rapid, amikor a Celtic FC ellen a  KEK-ben a legjobb nyolc közé kerülésért játszottak, 4-3-ra vezettek, a mérkőzésből pedig csak 14 perc volt hátra. Később a korabeli felvételek is bizonyították, hogy valaki megdobta a nézőtérről a védő Rudolf Weinhofert, aki a földre rogyott. A Rapid játékosai tiltakoztak, a mérkőzés félbeszakadt. A Rapid fellebbezett, amit először elutasítottak, majd a mérkőzést végül december 12-én újrajátszották a manchesteri Old Traffordon. A mérkőzést a Rapid nyerte 1-0-ra.
A Kupagyőztesek Európa-kupája következő évi kiírásában a Rapid bejutott a torna döntőjébe, ahol az Everton 3-1-re legyőzte. Tizenegy évvel később, 1996-ban ugyancsak ebben a sorozatban jutottak el a döntőig, azonban ismét elbuktak, ezúttal a Paris Saint-Germain múlta felül őket a brüsszeli fináléban 1-0-ra.
A Bajnokok Ligája csoportkörébe a 2005-2006-os szezonban jutott fel, ott azonban az utolsó helyen végzett a Bayern München, Juventus és Club Bruges hármas mögött.

## Eredmények

### Osztrák élvonalbeli bajnoki szereplések

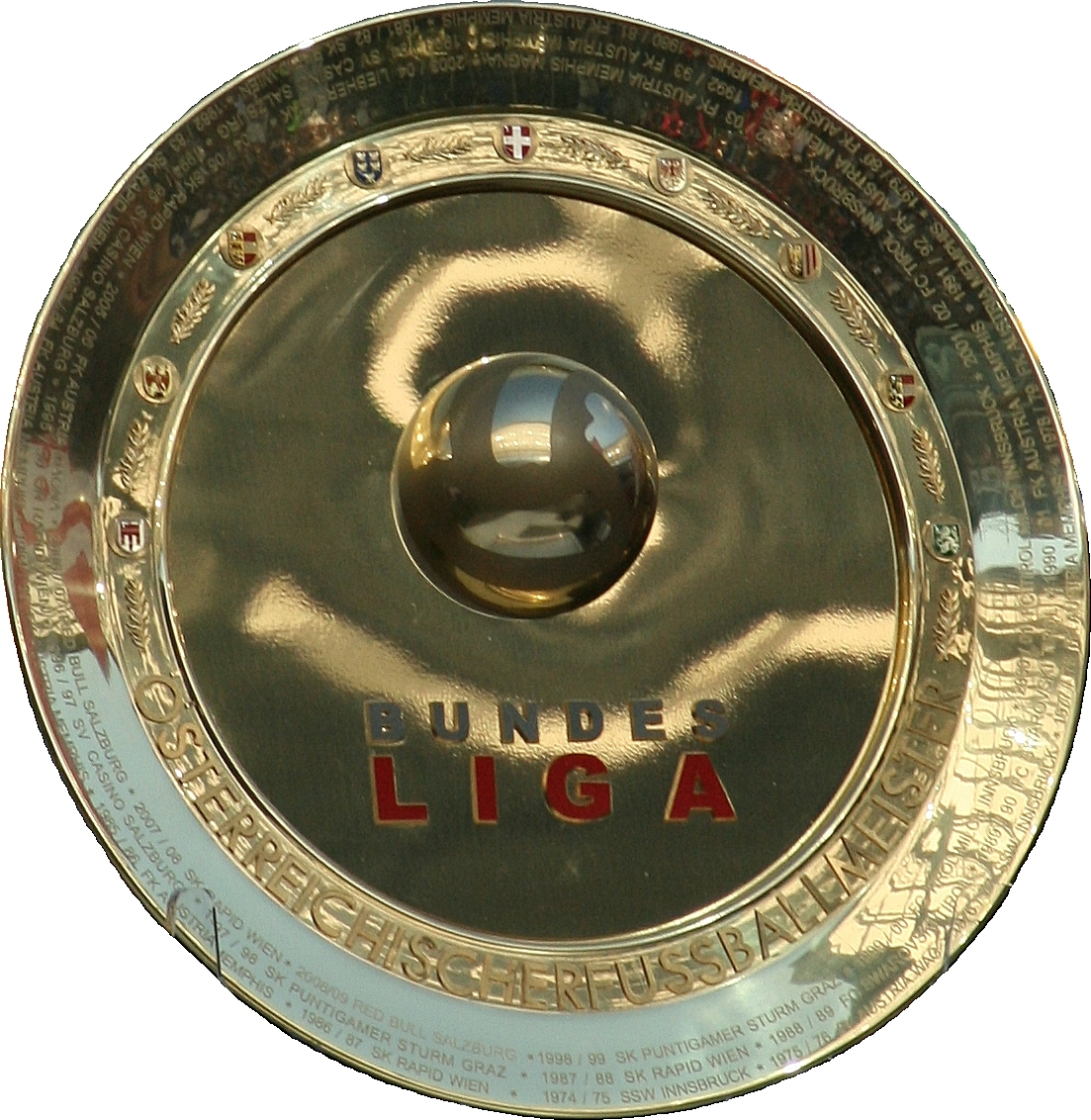
Az osztrák bajnoknak járó trófea

A Rapid mindig az osztrák labdarúgó-bajnokság élvonalában szerepelt. 32-szer lett bajnok, 25-ször ezüstérmes és 22-szer bronzérmes. A 102 idényből 79 alkalommal a dobogón végzett, csak 23-szor nem volt érmes. Legrosszabb eredménye a 2001–02-es idénybeli 8. hely.
- Osztrák labdarúgó-bajnokság
  - bajnok (32): 1911–12, 1912–13, 1915–16, 1916–17, 1918–19, 1919–20, 1920–21, 1922–23, 1928–29, 1929–30, 1934–35, 1937–38, 1939–40, 1940–41, 1945–46, 1947–48, 1950–51, 1951–52, 1953–54, 1955–56, 1956–57, 1959–60, 1963–64, 1966–67, 1967–68, 1981–82, 1982–83, 1986–87, 1987–88, 1995–96, 2004–05, 2007–08[8]
  - ezüstérmes (25): 1913–14, 1917–18, 1927–28, 1932–33, 1933–34, 1946–47, 1948–49, 1949–50, 1957–58, 1958–59, 1964–65, 1965–66, 1972–73, 1976–77, 1977–78, 1983–84, 1984–85, 1985–86, 1996–97, 1997–98, 1998–99, 2000–01, 2008–09 , 2011-2012 , 2013-2014
  - bronzérmes (22): 1914–15, 1921–22, 1926–27, 1930–31, 1931–32, 1935–36, 1938–39, 1941–42, 1952–53, 1954–55, 1968–69, 1970–71, 1973–74, 1974–75, 1975–76, 1978–79, 1980–81, 1989–90, 1994–95, 1999–00, 2009-2010, 2012-2013

### Érdekességek

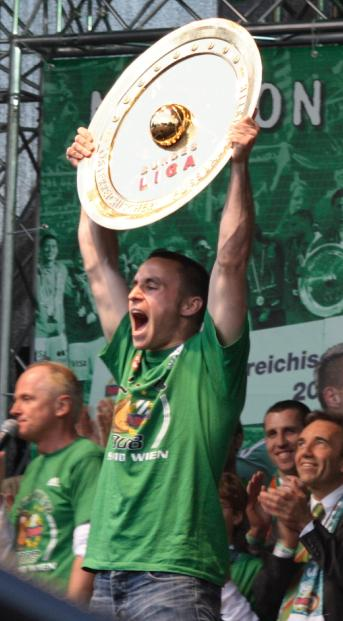
Steffen Hofmann felemeli a bajnoki címért járó Salátástálat 2008-ban.

Az 1940–41-ben szerzett első helyezésükkel a német bajnoki címet szerezték meg, ugyanis az Anschluß által Németországhoz tartozó Ausztria futballcsapatai is így német bajnokságban indultak. Így a német bajnoknak járó "salátástálra" a Rapid Wien neve is felkerült, mindmáig az egyetlen német bajnokcsapatként, amely már nem a jelenlegi Németország területén van. 1938-ban a német kupát is megnyerték.

| Idény   | helyezés | Idény   | helyezés | Idény   | helyezés | Idény   | helyezés |
| ------- | -------- | ------- | -------- | ------- | -------- | ------- | -------- |
| 1911–12 | BAJNOK   | 1912–13 | BAJNOK   | 1913–14 | 2. hely  | 1914–15 | 3. hely  |
| 1915–16 | BAJNOK   | 1916–17 | BAJNOK   | 1917–18 | 2. hely  | 1918–19 | BAJNOK   |
| 1919–20 | BAJNOK   | 1920–21 | BAJNOK   | 1921–22 | 3. hely  | 1922–23 | BAJNOK   |
| 1923–24 | 4. hely  | 1924–25 | 4. hely  | 1925–26 | 5. hely  | 1926–27 | 3. hely  |
| 1927–28 | 2. hely  | 1928–29 | BAJNOK   | 1929–30 | BAJNOK   | 1930–31 | 3. hely  |
| 1931–32 | 3. hely  | 1932–33 | 2. hely  | 1933–34 | 2. hely  | 1934–35 | BAJNOK   |
| 1935–36 | 3. hely  | 1936–37 | 5. hely  | 1937–38 | BAJNOK   | 1938–39 | 3. hely  |
| 1939–40 | BAJNOK   | 1940–41 | BAJNOK   | 1941–42 | 3. hely  | 1942–43 | 6. hely  |
| 1943–44 | 7. hely  | 1945–46 | BAJNOK   | 1946–47 | 2. hely  | 1947–48 | BAJNOK   |
| 1948–49 | 2. hely  | 1949–50 | 2. hely  | 1950–51 | BAJNOK   | 1951–52 | BAJNOK   |
| 1952–53 | 3. hely  | 1953–54 | BAJNOK   | 1954–55 | 3. hely  | 1955–56 | BAJNOK   |
| 1956–57 | BAJNOK   | 1957–58 | 2. hely  | 1958–59 | 2. hely  | 1959–60 | BAJNOK   |
| 1960–61 | 6. hely  | 1961–62 | 5. hely  | 1962–63 | 4. hely  | 1963–64 | BAJNOK   |
| 1964–65 | 2. hely  | 1965–66 | 2. hely  | 1966–67 | BAJNOK   | 1967–68 | BAJNOK   |
| 1968–69 | 3. hely  | 1969–70 | 6. hely  | 1970–71 | 3. hely  | 1971–72 | 5. hely  |
| 1972–73 | 2. hely  | 1973–74 | 3. hely  | 1974–75 | 3. hely  | 1975–76 | 3. hely  |
| 1976–77 | 2. hely  | 1977–78 | 2. hely  | 1978–79 | 3. hely  | 1979–80 | 5. hely  |
| 1980–81 | 3. hely  | 1981–82 | BAJNOK   | 1982–83 | BAJNOK   | 1983–84 | 2. hely  |
| 1984–85 | 2. hely  | 1985–86 | 2. hely  | 1986–87 | BAJNOK   | 1987–88 | BAJNOK   |
| 1988–89 | 4. hely  | 1989–90 | 3. hely  | 1990–91 | 4. hely  | 1991–92 | 5. hely  |
| 1992–93 | 4. hely  | 1993–94 | 5. hely  | 1994–95 | 3. hely  | 1995–96 | BAJNOK   |
| 1996–97 | 2. hely  | 1997–98 | 2. hely  | 1998–99 | 2. hely  | 1999–00 | 3. hely  |
| 2000–01 | 2. hely  | 2001–02 | 8. hely  | 2002–03 | 4. hely  | 2003–04 | 4. hely  |
| 2004–05 | BAJNOK   | 2005–06 | 5. hely  | 2006–07 | 4. hely  | 2007–08 | BAJNOK   |
| 2008–09 | 2. hely  | 2009–10 | 3. hely  | 2010–11 | 5. hely  | 2011–12 | 2. hely  |
| 2012–13 | 3. hely  | 2013–14 | 2. hely  | 2014–15 | 2. hely  | 2015–16 | 2. hely  |

Az osztrák élvonal örökranglistája

| Helyezés | Klub                        | Bajnoki címek száma |
| -------- | --------------------------- | ------------------- |
| 1. hely  | Rapid Wien                  | 32                  |
| 2. hely  | Austria Wien                | 24                  |
| 3. hely  | FC Tirol Innsbruck*         | 10                  |
| 3. hely  | Red Bull Salzburg**         | 10                  |
| 4. hely  | FC Admira Wacker Mödling*** | 8                   |

*Korábban Wacker Innsbruck és Swarovski Tirol
***Korábban Admira Wien
**Korábban Austria Salzburg

### Szereplések az osztrák labdarúgókupában
A Rapid 14 alkalommal hódította el az osztrák labdarúgókupát és összesen 26 alkalommal jutott döntőbe. Ezzel a teljesítménnyel az örökranglistán a második legeredményesebb klub.
- Osztrák labdarúgókupa (Österreichischer Pokal)
  - győztes (14): 1919, 1920, 1927, 1946, 1961, 1968, 1969, 1972, 1976, 1983, 1984, 1986, 1987, 1995[8]
  - ezüstérmes (12): 1929, 1934, 1959, 1960, 1966, 1971, 1973, 1986, 1990, 1991, 1993, 2005
- Osztrák labdarúgó-szuperkupa (Österreichischer Supercup)
  - győztes (4): 1986, 1987, 1988, 2008[8]
  - ezüstérmes (2): 1995, 1996

Az osztrák labdarúgókupa örökranglistája

| Helyezés | Klub                      | Győzelmek száma | Döntők száma |
| -------- | ------------------------- | --------------- | ------------ |
| 1. hely  | Austria Wien              | 27              | 37           |
| 2. hely  | Rapid Wien                | 14              | 26           |
| 3. hely  | FC Tirol Innsbruck*       | 7               | 13           |
| 4. hely  | FC Admira Wacker Mödling* | 5               | 5            |
| 5. hely  | Grazer AK                 | 4               | 6            |

*Korábban Wacker Innsbruck, Admira Wacker néven szerepeltek a fenti csapatok.
A táblázat az első öt legsikeresebb klubot tartalmazza

### Nemzetközi szereplések
- Bajnokcsapatok Európa-kupája
  - elődöntős (1): 1960–61
  - negyeddöntős (3): 1955–56, 1968–69, 1983–84
- Kupagyőztesek Európa-kupája
  - ezüstérmes (2): 1984–85, 1995–96[8]
  - negyeddöntős (2): 1966–67, 1995–96
- Intertotó-kupa
  - győztes (2): 1992, 1993
- Közép-európai kupa
  - győztes (2): 1930, 1951[8]
  - ezüstérmes (3): 1927, 1928, 1956

### A Rapid Wien összes nemzetközi kupamérkőzése
APÓ Péjiasz Kinírasz

## Játékoskeret

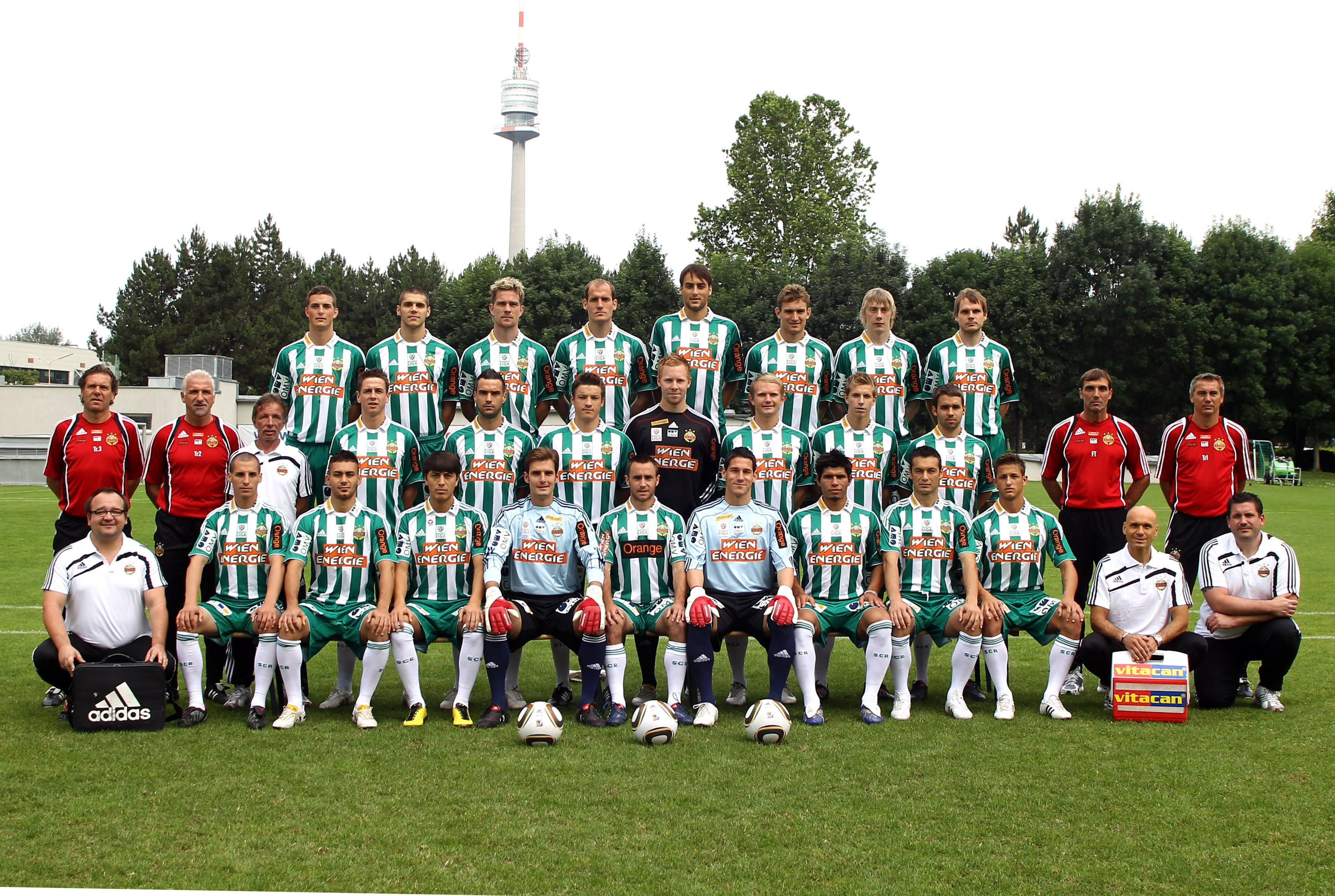
a 2010-2011-es szezon csapatfotója

2025. január 10-i állapotnak megfelelően.
| #  |     | Poszt | Név                                                  |
| -- | --- | ----- | ---------------------------------------------------- |
| 3  | AUT | V     | Benjamin Böckle                                      |
| 4  | AUT | V     | Jakob Schöller                                       |
| 5  | AUT | KP    | Roman Kerschbaum                                     |
| 6  | FRA | V     | Serge-Philippe Raux-Yao                              |
| 7  | CRO | CS    | Dion Drena Beljo (kölcsönben az Augsburg csapatától) |
| 8  | AUT | KP    | Lukas Grgić                                          |
| 9  | AUT | CS    | Guido Burgstaller                                    |
| 10 | AUT | CS    | Christoph Lang                                       |
| 14 | MAR | CS    | Ryan Mmaee (kölcsönben a Stoke City csapatától)      |
| 16 | NOR | KP    | Tobias Børkeeiet                                     |
| 17 | MLI | KP    | Mamadou Sangaré                                      |
| 18 | AUT | KP    | Matthias Seidl                                       |
| 19 | BRB | CS    | Thierry Gale                                         |
| 21 | AUT | KP    | Louis Schaub                                         |
| 22 | SWE | CS    | Isak Jansson                                         |
| 23 | AUT | V     | Jonas Auer                                           |
| 24 | TUR | KP    | Dennis Kaygın                                        |

| #  |     | Poszt | Név                 |
| -- | --- | ----- | ------------------- |
| 25 | AUT | K     | Paul Gartler        |
| 27 | AUT | CS    | Noah Bischof        |
| 28 | AUT | KP    | Moritz Oswald       |
| 30 | AUT | KP    | Nicolas Bajlicz     |
| 37 | AUT | CS    | Jovan Živković      |
| 38 | NED | CS    | Ferdy Druijf        |
| 41 | AUT | CS    | Bernhard Zimmermann |
| 45 | AUT | K     | Niklas Hedl         |
| 48 | AUT | CS    | Nikolaus Wurmbrand  |
| 50 | AUT | K     | Laurenz Orgler      |
| 51 | AUT | K     | Benjamin Göschl     |
| 53 | AUT | V     | Dominik Vincze      |
| 55 | SRB | V     | Nenad Cvetković     |
| 66 | AUT | CS    | Furkan Dursun       |
| 70 | FRA | CS    | Ismail Seydi        |
| 77 | HUN | V     | Bolla Bendegúz      |

## Ismertebb játékosok
| - Josef Adelbrecht - Lukas Aurednik - Eduard Bauer - Radek Bejbl - Josef Bican - Johnny Bjerregaard - Josef Brandstetter - Hans Buzek - Robert Dienst - Herbert Feurer - Rudolf Flögel - Jan Åge Fjørtoft - Toni Fritsch - Paul Halla | - Garics György - Gerhard Hanappi - Franz Hasil - Ernst Happel - Andreas Herzog - Steffen Hofmann - Samuel Ipoua - Trifon Ivanov - Carsten Jancker - Matthias Kaburek - Michael Konsel - Alfred Körner - Robert Körner - Hans Krankl | - Richard Kuthan - Dietmar Kühbauer - Andreasz Lagonikakisz - Axel Lawarée - Max Merkel - Ladislav Maier - Leopold Nitsch - Peter Pacult - Antonín Panenka - Hans Pesser - Heimo Pfeifenberger - Erich Probst - Karl Rappan - Gerhard Rodax | - Dejan Savićević - Josef Schediwy - Walter Skocik - Josef Smistik - Ferdinand Swatosch - Gaston Taument - Josef Uridil - René Wagner - Heribert Weber - Ferdinand Wesely - Walter Zeman |

### A klub világbajnoki bronzérmes labdarúgói
- Robert Dienst (1954)
- Karl Giesser (1954)
- Paul Halla (1954)
- Gerhard Hanappi (1954)
- Ernst Happel (1954)
- Alfred Körner (1954)
- Robert Körner (1954)
- Erich Probst (1954)
- Johann Riegler (1954)
- Walter Zeman (1954)

## A Rapid Wien gólkirályai
- 1912–13 Richard Kuthan 16 gól
- 1915–16 Richard Kuthan 24 gól
- 1916–17 Eduard Bauer 21 gól
- 1918–19 Josef Uridil 16 gól
- 1919–20 Josef Uridil 21 gól
- 1920–21 Josef Uridil 35 gól
- 1921–22 Richard Kuthan 20 gól
- 1932–33 Franz Binder 25 gól
- 1933–34 Josef Bican 28 gól
- 1934–35 Matthias Kaburek 27 gól
- 1936–37 Franz Binder 29 gól
- 1937–38 Franz Binder 22 gól
- 1938–39 Franz Binder 27 gól
- 1939–40 Franz Binder 18 gól
- 1940–41 Franz Binder 27 gól
- 1950–51 Robert Dienst 37 gól
- 1952–53 Robert Dienst 30 gól – Ernst Stojaspal-lal (Austria Wien) együtt
- 1953–54 Robert Dienst 25 gól
- 1956–57 Robert Dienst 32 gól
- 1966–67 August Starek 21 gól
- 1967–68 Johnny Bjerregaard 23 gól
- 1969–70 Günter Kaltenbrunner 22 gól
- 1973–74 Hans Krankl 36 gól
- 1976–77 Hans Krankl 32 gól
- 1977–78 Hans Krankl 41 gól
- 1982–83 Hans Krankl 23 gól
- 1987–88 Zoran Stojadinović 27 gól
- 1996–97 René Wagner 21 gól
- 2009–10 Steffen Hofmann 20 gól
- 2022–23 Guido Burgstaller 21 gól[11]

## A klub eddigi edzői
Vezetőedzők 1910-től napjainkig:
| - Dionys Schönecker 1910–25 - Stanley Willmott 1925–26 - Edi Bauer 1926–36 - Leopold Nitsch 1936–45 - Hans Pesser 1945–53 - Josef Uridil 1953–54 - Viktor Hierländer 1954–55 - Alois Beranek 1955–56 - Franz Wagner 1956 - Max Merkel 1956–58 - Rudolf Kumhofer 1958–59 - Robert Körner 1959–66 - Rudolf Vytlačil 1966–68 | - Karl Decker 1968–70 - Karl Rappan 1969–70 - Gerd Springer 1970–72 - Robert Körner 1972 - Ernst Hlozek 1972–75 - Josef Pecanka 1975 - Franz Binder/R. Körner 1975–76 - Antoni Brzezanczyk 1976–77 - Robert Körner 1977–78 - Karl Schlechta 1978–79 - Walter Skocik 1979–82 - Otto Barić 1982–85 - Vlatko Marković 1985–86 | - Otto Barić 1986–89 - Hans Krankl 1989–92 - August Starek 1992–93 - Hubert Baumgartner 1993–94 - Ernst Dokupil 1994–98 - Heribert Weber 1998–00 - Ernst Dokupil 2000–01 - Peter Persidis 2001 - Lothar Matthäus 2001–02 - Josef Hickersberger 2002–05 - Georg Zellhofer 2006 - Peter Pacult 2006–2011 - Zoran Barisic 2011. április 11.–2011. május 30. (ideiglenes) | - Peter Schöttel 2011–2013 - Zoran Barisic 2013–2016 - Mike Büskens 2016 - Damir Canadic 2016–2017 - Goran Djuricin 2017–2018 - Dietmar Kühbauer 2018–2021 - Steffen Hofmann 2021. november 11.–2021. november 28. (ideiglenes) - Ferdinand Feldhofer 2021–2022 - Zoran Barisic 2021. október 6.– (ideiglenes) |

## Stadion

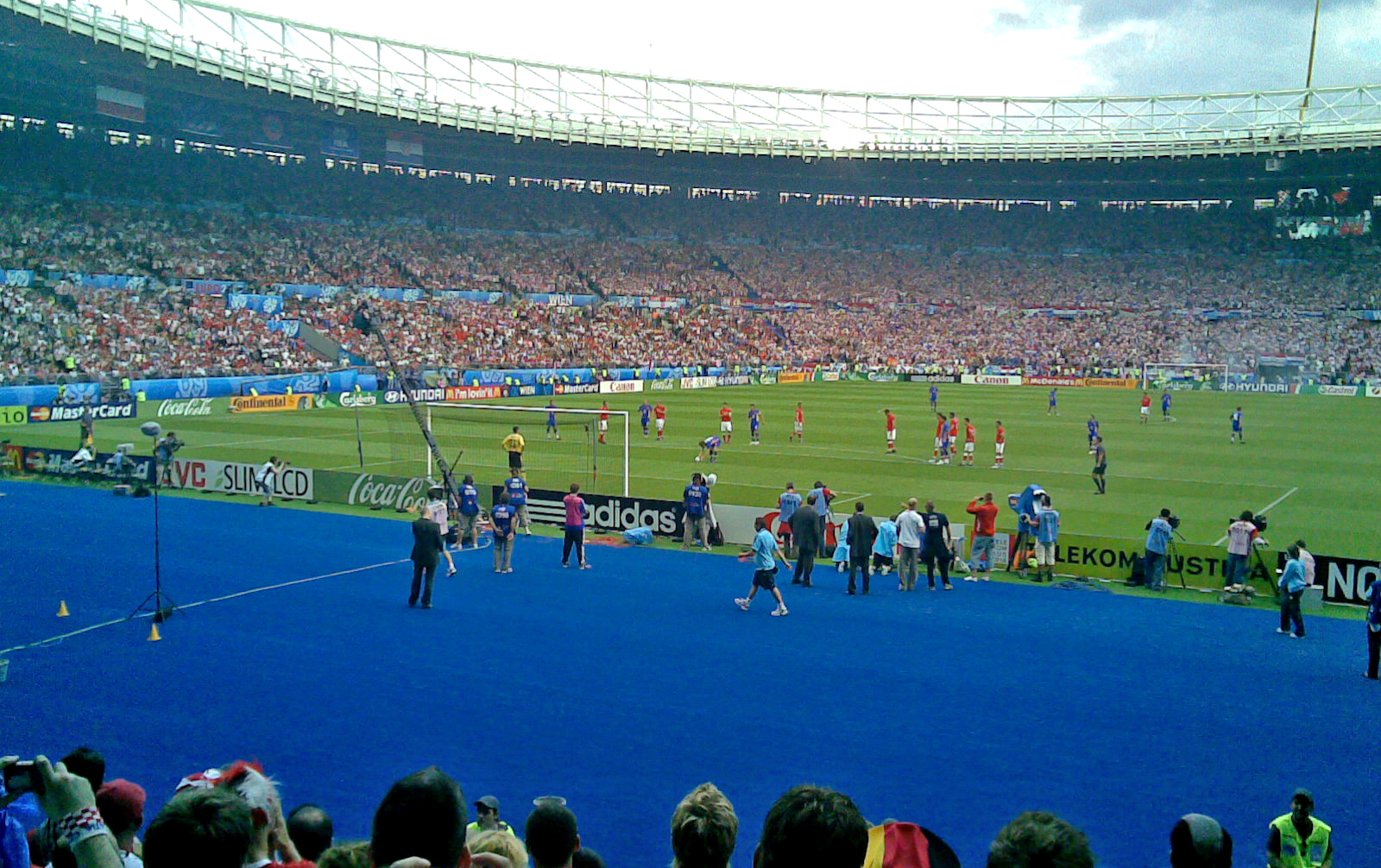
Ernst Happel Stadion

A Rapid korábbi stadionja, a Garhard Hanappi Stadion 1977. május 10-én került átadásra Weststadion néven, az egykori legendás Pfarrwiese pálya utódjaként Bécs nyugati részén, Hütteldorfban. Nevét az 1980-ban elhunyt legendás játékos, Gerhard Hanappi után kapta, aki mint építész a stadion tervezője is volt. A nézőtéren 17 500 szurkoló foglalhatott helyett.
A stadion átépítése miatt 2013-tól 2016-ig az Ernst Happel Stadionban játszották hazai mérkőzésüket.
2016-tól a régi stadion helyére épített új Allianz Stadionban játszanak, mely 28 000 néző befogadására képes.

## Szurkolók, riválisok

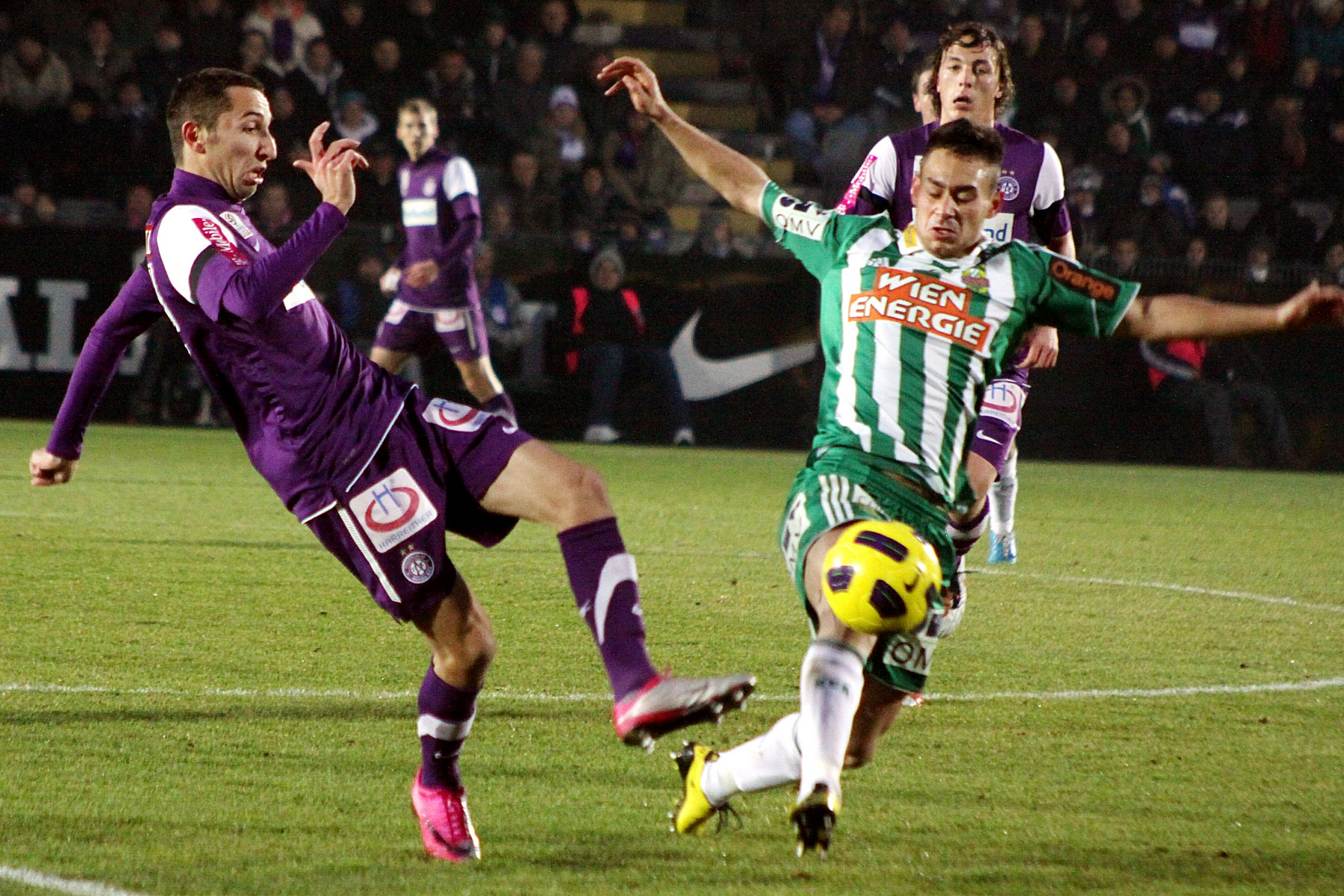
Egy 2010-es bajnoki a két rivális között.

Legfőbb riválisuk a szintén bécsi Austria Wien. A két csapat mérkőzéseit nevezik Ausztriában Bécsi Derbinek. Ennek a két csapatnak a legnagyobb a szurkolói bázisa az egész országban, és egyben a két legeredményesebb klub is a két bécsi klub.
Az Austria Wient hagyományosan a bécsi középosztály csapatának tekintik, addig a Rapid a fővárosi munkásosztály csapata. A két klub először 1911. szeptember 8-án találkozott egymással, akkor a Rapid nyert 4-1-re. A két csapat rivalizálása az egyik legősibb, Európában csak a glasgowi Old Firm két résztvevője mérkőzött meg többször egymással.

## Rapidviertelstunde
Rapid-negyedórának nevezik azt a meccsek 75. perctől lévő meccs végéig tartó folyamatos tapsolást, buzdítást, amelyik a Rapid értékeit hivatott kifejezni és a szurkolók szeretetét mutatja. 1919-től ered, de általánossá akkor vált, amikor egy Wiener AC elleni 1921-ben lévő 3:5-re álló meccsen a szurkolók a 75. perctől folyamatosan tapsoltak, mire a csapat 7:5-re megfordította az eredményt.

## Külső hivatkozások
- A Rapid Wien ultrái (németül)